# Хелбедюндорф
Хелбедюндорф (на немски: Helbedündorf) е община в Тюрингия, Германия, с 2347 жители (към 31 декември 2015).
Намира се на ок. 16 км от Зондерсхаузен. Общината е образувана на 25 ноември 1993 г.